# Никола Шишманов
Никола (Колю) Пеев Шишманов е български революционер, деец на Върховния македоно-одрински комитет и Вътрешната македоно-одринска революционна организация в Ахъчелебийско.

## Биография
Шишманов е роден през 1880 година в ахъчелебийското село Карлуково, където завършва основното си образование, но по-късно отива да учи в Чепеларе, където участва в четата на Вълчо Сарафов и активно участва в дейността на Върхоният македоно-одрински комитет. Произхожда от видния род Шишмановци. Той е знаменосец на околийската чета на ВМОРО по време на Илинденско-Преображенското въстание от 1903 г. Племенник е на войводата на четата, Пею Шишманов. На 14 май 1904 година четата води сражение в местността Синура над Карлуково, където Шишманов е ранен и се самоубива, за да не бъде заловен жив. Трупът на Шишманов е докаран за разпознаване в родното му село. Има разпореждане, ако бъде установено, че е местен, в селото да започнат масови арести. В тази връзка майката на мъртвия четник отказва да го идентифицира. На другия ден трупът е погребан без свещеник.
Неговото име носи комунистическият смолянски партизански отряд „Колю Шишманов“ по време на Втората световна война.